# Heimatkreiskalender Kreis Regenwalde

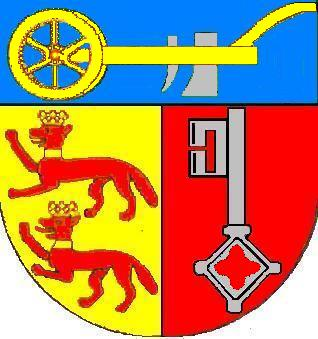
Herb powiatu Regenwalde w latach 1938–1945

Heimatkreiskalender Kreis Regenwalde (Heimatkalender für den Kreis Regenwalde, Jahrbuch für den Kreis Regenwalde) – niemiecki ilustrowany kalendarz regionalny wydawany w formie książki w Łobzie, w drukarni rodzinnej Straube (Dodatkowo: Bakesche Buchdruckerei in Pyritz, Buchdruckerei Fritz Rosenkranz in Wangerin, Kunstdruck- und Verlagsbüro Grünberg (Ottendorf-Okrilla) bei Dresden, Kreisdruckerei Arno Richard Marg in Labes – co razem zwiększało nakład do 3000 egz. w latach 1937–1940), w latach 1924–1942 dla powiatu Regenwalde (obecnie powiat Łobez).
Kalendarz był zbiorem podstawowych informacji kulturalnych, historycznych i społeczno-politycznych o miejscowościach i miastach (Łobez, Resko, Płoty, Węgorzyno) należących do powiatu oraz informacji powiatowych i regionalnych z Pomorza Zachodniego.

## Autorzy
Autorami tekstów w Heimatkreiskalender Kreis Regenwalde byli badacze Pomorza
Ernst Zernickow (Łobez), Walter Nemitz (Łobez), prof. Otto Knoop (Stargard), prof. Martin Wehrmann (Stargard), dr Hugo Lemcke (Szczecin). 
Ukazywały się też teksty polityków, takich jak Adolf Hitler (lata 1934–1936, 1941–1942) i Baldur von Schirach oraz przedstawicieli władz lokalnych regionu. Wśród autorów wierszy, piosenek, opowiadań i bajek pojawili się Wilhelm Raabe, Johann Wolfgang von Goethe, Ernst Moritz Arndt, Johann Gottlieb Fichte (wywód filozoficzny) i Hermann Hesse.